# NGC 6352
NGC 6352 ist die Bezeichnung für einen Kugelsternhaufen im Sternbild Altar. NGC 6352 hat einen Durchmesser von 7,8' und eine scheinbare Helligkeit von +9,0 mag.
Sie wurde am 14. Mai 1826 von James Dunlop entdeckt.